# Kef El Ahmar
Kef El Ahmar est une commune de la wilaya d'El Bayadh en Algérie.

## Géographie

### Situation
Le territoire de la commune de Kef El Ahmar se situe au nord de la wilaya d'El Bayadh.
| Bougtoub    | Rogassa      | Rogassa   |
| Bougtoub    | Kef El Ahmar | Rogassa   |
| Tousmouline | El Mehara    | El Mehara |

### Localités de la commune
La commune de Kef El Ahmar est composée de douze localités : Daït, Dehane, Derraga Cheraga (Ouled Benziane, Chaaneb, Brahmia, Sebabha, Dehanine), Elabd, El Magrane, Hassi Kouider, Kef El Ahmar, Khouder (en partie), Mlouk, Ouled Maala (Ababda, Menacir, Laasaïda, Ouled Lahlali, Reguiouat, Djefafla, Lahramik) et Sfisifa, Zouireg.